# Barevný filtr

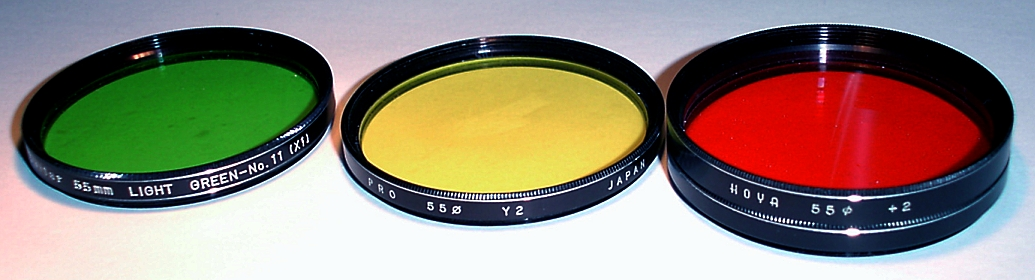
Barevné filtry o průměru 55 mm

Barevný filtr je příslušenství fotoaparátu (resp. jeho objektivu) sestávající z optického filtru, který je při fotografování vkládán do cesty světlu. Používají se převážně pro černobílou fotografii. Filtr může mít tvar čtverce nebo obdélníku, který se k fotoaparátu připevňuje pomocí speciálního držáku, nebo (běžněji) skleněného či plastového kruhu v kovové nebo plastové objímce se závitem, kterou lze našroubovat na objektiv.

## Obecně
Filtry umožňují fotografovi zasahovat do vzhledu výsledné fotografie na další úrovni, než jen běžným ovládáním fotoaparátu případně dodatečnými úpravami. Jsou výrazně barevné a jejich označení zkratkou vychází z anglického názvu dané barvy a filtračního faktoru. Tyto filtry ovlivňují převod jednotlivých barev do šedé škály. Odfiltrováním části světelného spektra jsou některé barvy ztmaveny a jiné tím pádem opticky zvýrazněny. Různé filtry se často používají v různých odvětvích fotografie.
Mezi obecná negativa použití filtrů patří především vložení další vrstvy materiálu do optické cesty, který nutně pohlcuje i odráží část dopadajícího světla, tím prodlužuje potřebnou expoziční dobu a též může zhoršit kresbu objektivu.
Pro barevnou fotografii se barevné filtry používají podstatně méně, neboť efekt barevného filtru se dá jednoduše aplikovat při převodu do odstínů šedi. Při extrémních nerovnováhách v rozložení barev však může docházet k obrazové degradaci.
Ideální pro stanovení správné expozice při práci s filtry jsou kamery s TTL měřením. U obzvláště hustých filtrů ale vnitřní měření nemusí vykazovat správně naměřené hodnoty, jelikož čidla jsou kalibrována na všechny barevné složky a odfiltrování téměř celého spektra vlnových délek může vést k zavádějícím údajům. V tomto případě je dobré nastavit korekci EV manuálně.

## Jednotlivé barvy

### Žluté filtry (Y – yellow)

Žlutý filtr

Žluté filtry patří v černobílé fotografii k nejčastěji používaným a jejich účinek se projeví prakticky ve všech oblastech a námětech. Žluté filtry zlepšují převod barevné škály na šedé odstíny, u panchromatických filmů se výsledná tonalita stává přirozenější a blíží se tomu, jak vnímáme jas barev okem.
Filtr je vhodný pro všechny náměty, zvláště pak pro dívčí a dětské portréty, u kterých zjemňuje zobrazení pleti. Pro krajinářskou fotografii je vhodný zvláště brzo na jaře, kdy je příroda světle zelená s velmi světlými odstíny rašících listů stromů. Vliv na ztmavení oblohy je minimální, výsledek působí o něco světleji, než jak oblohu vnímáme očima.
Středně žlutý filtr je zvláště vhodný pro snímání architektury, kde mírně zvyšuje kontrast a zlepšuje zobrazení drobných detailů ve struktuře snímaných objektů. Ztmavení oblohy je již výraznější a odpovídá celkem přesně tomu, jak  jas modré oblohy vnímáme očima. Filtr je vhodný také pro portrétní fotografii, při které mírně zesvětluje opálenou pokožku a zvýrazňuje jas blonďatých vlasů. Středně žlutý filtr zlepšuje podání zelených odstínů, u kterých zesiluje tonální rozdíl různých odstínů. 
Nejčastěji používaným žlutým filtrem je tmavě žlutý. Ztmavení modré oblohy je výrazné, odstín je tmavší, než jak jas oblohy vnímáme okem. Tmavě žluté filtry částečně vyrovnávají různé odstíny pleti, vzniklé například nestejnoměrným opalováním, vyrovnává také kontrasty při bočním osvětlení nejen u portrétů, ale také je neocenitelným pomocníkem při snímání aktů. V krajinářské fotografii se uplatní vždy, když je potřebné zvýraznit rozdíly mezi různými zelenými odstíny, mírné je také potlačení účinku vzdušné vlhkosti, tedy oparu v rozlehlé krajině.
Tmavě žluté filtry jsou v nabídce všech firem, které filtry produkují a měly by patřit k základní výbavě „černobílého“ fotografa. Filtry B + W nesou označení Y 023, Hoya K2 Yellow, Cokin 001 a PentaxSMC Y2. Filtrační faktor je většinou 2, což znamená změnu expozice o 1 EV. U fotoaparátu s TTL systémem je možné expozici měřit přímo s nasazeným filtrem bez dalších korekcí – to platí i pro světlé a střední žluté filtry.

### Oranžové filtry (O – orange)
Účinek oranžových filtrů je na výsledné fotografii již na první pohled viditelný. Oranžové filtry výrazně ztmavují modrou oblohu a zelené odstíny v krajině, účinně potlačují vzdušnou vlhkost (opar), zostří hranice oblačnosti, zdůrazňují naopak strukturu zdí, písku, sněhu apod. Velmi účinně oranžové filtry vyrovnávají rozdíly v opálení pokožky, která téměř vždy vychází velmi světlá až bílá – často jsou proto tyto filtry využívány pro portrétní fotografii a akty. Oranžové filtry lze použít také k dokonalému „odstranění“ kožních vyrážek, akné a pih. Při líčení pro portrétní fotografii je nutné použít tmavě hnědou rtěnku, jinak dojde k nepřirozenému zesvětlení rtů.
Velmi efektivní snímky získáte s oranžovými filtry při fotografování vybarvených podzimních stromů, kdy žluté a oranžové listy budou zobrazeny téměř bíle a získáme efekt podobný snímání na infračervené materiály. 
U oranžových filtrů je nutné počítat s již poměrně velkým zvýšením kontrastu snímků. Oranžové filtry jsou dostupné jako světlé, a to B + W 040 Yellow-orange, Cokin 002 a Hoya G Orange. Tmavší, a tedy výrazně účinnější, jsou filtry B + W 041 Red-orange a PentaxSMC 02. Pokud není při snímání s oranžovými filtry v záběru více než 2/3 modré oblohy, doporučuje se použít při TTL měření expozice korekci +0,5 EV, jinak může dojít k podexpozici snímku následkem vyšší citlivosti měřících systémů k oranžové a červené části spektra. Filtrační faktor většiny oranžových filtrů je 4. U digitá- lních fotoaparátů lze použít +0,7 EV

### Červené filtry (R – red)

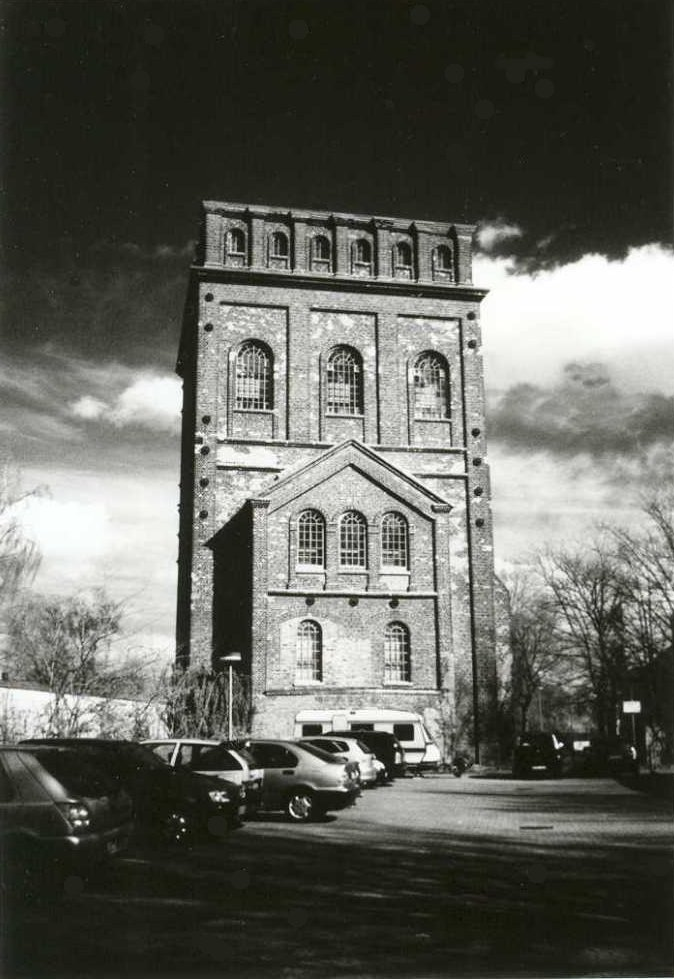
Černobílá fotografie s červeným filtrem před objektivem

Červené filtry mají extrémně silný účinek, který se projevuje značným zvýšením kontrastu snímků, za určitých podmínek může dojít až ke ztrátě polotónů a fotografie pak, zvláště ve spojení s kontrastním fotopapírem, můře vypadat jako dvoutónová – v obraze je pouze černá a bílá – toho lze využít např. u snímků architektury.
Modrá obloha je již zobrazena jako téměř černá, oblaka mají dokonale ostré obrysy. Červené filtry také zdůrazňují struktury světlých materiálů, tedy písku, sněhu, zdí apod., vhodné jsou pro kreativní fotografii, a to zvláště v zimě na sněhu. Červené filtry také velmi účinně potlačují vliv vzdušné vlhkosti, a lze je proto použít pro krajinné celky s průzračnými dálkami. V krajinářské fotografii se také používají k záměrnému ztmavení až z černání všech odstínů zelené, kdy jsou naopak zvýrazněny hnědé a oranžové barvy. S oblibou je tohoto efektu využíváno ke zvýraznění zajímavé křivky polní cesty, bělosti drobných bílých staveb, jako jsou např. Boží muka apod. 
Červené filtry vytvářejí velmi dramatickou atmosféru, které lze využít pro zvýšení působivosti také v dokumentární a sociální reportáži. Efektu zčernání sytě modré oblohy lze s úspěchem využít také k fotografování měsíce za denního světla. Zajímavých efektů lze dosáhnout na sněhu, kdy jsou vržené stíny v případě modré oblohy modré, a červené filtry je proto zobrazí jako téměř černé.
Při expozici a volbě citlivosti filmu je nutné brát v úvahu vysoký filtrační faktor, který je v rozsahu 5 až 8, podle hustoty filtru. Pro většinu fotoaparátů je nutné i při TTL měření expozice použít dodatečnou korekci 2/3 až 1 EV (to platí i pro digitální fotoaparáty), jinak dojde k podexpozici snímků, to ale neplatí v případě, kdy je v obrazové ploše více než 1/2 oblohy. Červené filtry nabízí B + W jako 009 Light Red a 091 Red, Hoya 25A Red, Cokin 003 a Pentax SMC R2. Filtr B + W 091 je možné také použít pro infrafilm Ilford SFX 200.

### Zelené filtry (G – green)
| „ | „Není to tak dávno, kdy krajinářští fotografové považovali za samozřejmost vydávat se do přírody s nasazeným žlutozeleným filtrem – byl to téměř zákon. Pak se na tyto filtry trochu pozapomnělo v domnění, že moderní fotomateriály pro černobílou fotografii již filtry nevyžadují. Ale není tomu tak a zelené filtry se opět vracejí na výsluní.“ | “ |

Pro černobílou krajinářskou fotografii jsou jedním z nejdůležitějších filtrů, protože pomáhají lépe zobrazit a prokreslit zelené odstíny, které při snímání bez filtru vycházejí na snímku vždy příliš tmavé, a to i v případě světlezelených barev jarní přírody. 
Tmavě zelený filtr navíc zvětšuje tonální rozdíl mezi různými zelenými odstíny a zabraňuje tak splývání jednotlivých stromů a keřů. Zelené filtry současně zvyšují obrysovou ostrost objektivů potlačením chromatické vady a zlepšují tonální podání modré oblohy, podobně, jako filtry žluté. 
Pro krajinářskou fotografii lze zvláště žlutozelený filtr doporučit pro trvalé nasazení na objektivu.
Účinek zeleného filtru je ještě výraznější a lze ho doporučit pro snímání letní krajiny, ve které se vyskytují již jen tmavé odstíny zelené – snímek bez filtru bude beznadějně šedý, slitý, bez větších rozdílů mezi jehličnatým a listnatým stromem. Zelené filtry je možné s výhodou použít také v portrétní fotografii v případě, kdy potřebujeme ztmavit pokožku snímaných osob, často se zelený filtr používá pro skupinovou fotografii. U detailních portrétů je nutné počítat s tím, že se může nepříjemně projevit nadměrné ztmavení rtů a také se současně zvýrazní veškeré pleťové vady, pupínky a samozřejmě také pihy, čehož lze využít pro jejich záměrné zvýraznění, a to především u dětských portrétů.
B + W má v nabídce filtr 060 Yellow-green a 061 Green, Hoya XO Yellow Green a X1 Green a Cokin 004 Green. Při měření expozice TTL systémem není nutné používat dodatečnou korekci. Filtrační faktor je 2-3, pro digitály použijte korekci +0,3 EV u žlutozeleného a +0,7 EV u zeleného filtru.

### Žlutozelené filtry (YG – yellow-green)
Má poněkud výraznější účinky na oblohu než Green filtr. V krajinářské fotografii je velmi oblíbený. Převod barev do šedé škály je velmi přirozený, kontrast je mírně zvýšený

### Modré filtry (B – blue)
Většina autorů pro černobílou fotografii prakticky vůbec nevyužívá modrých filtrů, přestože jejich účinek je velmi zajímavý a může výsledné snímky výrazně zlepšit, a to nejen v krajinářské, ale i například v reportážní fotografii, dokumentu a architektuře.[zdroj⁠?!]
Modré filtry zdůrazňují vliv vzdušné vlhkosti a z toho lze snadno odvodit, jak se účinek filtrů projeví na výsledné fotografii. V krajině zvýraznění atmosférického oparu vnáší do snímku zádumčivou atmosféru a také prostorové vnímání, zvláště při použití teleobjektivů. Právě jednotlivé plány v krajině jsou prostorovým prvkem a modré filtry kromě zdůraznění vzdušné perspektivy současně zvýší rozdíly mezi jednotlivými plány. Tmavě modrý filtr je často používán také pro zvýšení hustoty mlhy a právě podzimní dny mohou být díky modrému filtru rájem romantiků.
Oproti oranžovým a červeným filtrům filtry modré snižují kontrast a čím větší je vzdušná vlhkost, tím výraznější je také změkčení. Změkčení kontrastů můžete využít při fotografování v ulicích měst a slunečném počasí, kdy jsou kontrasty pro většinu materiálů jen těžko zvládnutelné, velmi dobře lze také oddělit prostor mezi různě vzdálenými budovami.
Světle modrý filtr mírně ztmavuje pleťové odstíny a také snižuje kontrast. Jeho účinek je velmi jemný a na snímcích nevypadá přirozeně. Současně také posunuje polotóny více k oblastem světel a zlepšuje tak čitelnost obsahu snímků, zvláště u reportážní fotografie. Posun polotónů navíc zlepší výsledky i u velmi levných, spotřebních fotomateriálů. Stejně jako u zelených platí, že účinně potlačují chromatickou vadu objektivů, a lze tak dosáhnout zvýšení obrysové ostrosti u méně kvalitních objektivů.
Modré filtry lze doporučit také pro snímání při žárovkovém osvětlení, kde při TTL měření expozice často dochází k podexponování snímků, ke ztrátám dochází především v kresbě stínů.
Modré filtry nabízí značku B + W pod označením 080 Light Blue a 081 Blue a také Cokin Cyan. Při TTL měření expozice není nutné používat žádnou další korekci.